# 帕沃赞
帕沃赞（法語：Pavezin，法語發音：[pavzɛ̃]）是法国卢瓦尔省的一个市镇，属于圣艾蒂安区。

## 地理
帕沃赞（45°27'56"N, 4°40'15"E）面积8.87 平方千米，位于法国奥弗涅-罗讷-阿尔卑斯大区卢瓦尔省，该省份为法国中南部省份，北起顺时针与索恩-卢瓦尔省、罗讷省、伊泽尔省、阿尔代什省、上盧瓦爾省、多姆山省和阿列省接壤。
与帕沃赞接壤的市镇（或旧市镇、城区）包括：拉沙佩勒维拉尔、许耶、佩吕桑、雅雷地区圣克鲁瓦、隆日。

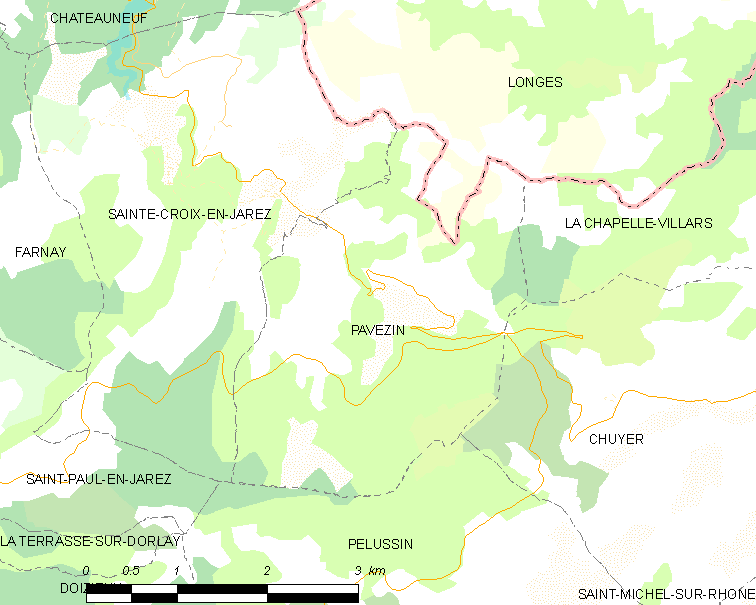
帕沃赞的OSM定位图

帕沃赞的时区为UTC+01:00、UTC+02:00（夏令时）。

## 行政
帕沃赞的邮政编码为42410，INSEE市镇编码为42167。

## 政治
帕沃赞所属的省级选区为勒皮拉县。

## 人口

1962-2008年间帕沃赞人口变化图示

帕沃赞于2022年1月1日时的人口数量为399人。